# Садовщина (Мядзельський район)
Садовщина (біл. вёска Садовщина) — колишнє село в складі Мядельського району, Мінська область, Білорусь. Село було підпорядковане Мядзельській сільській раді, розташоване в північній частині області.